# Wengen-Formation

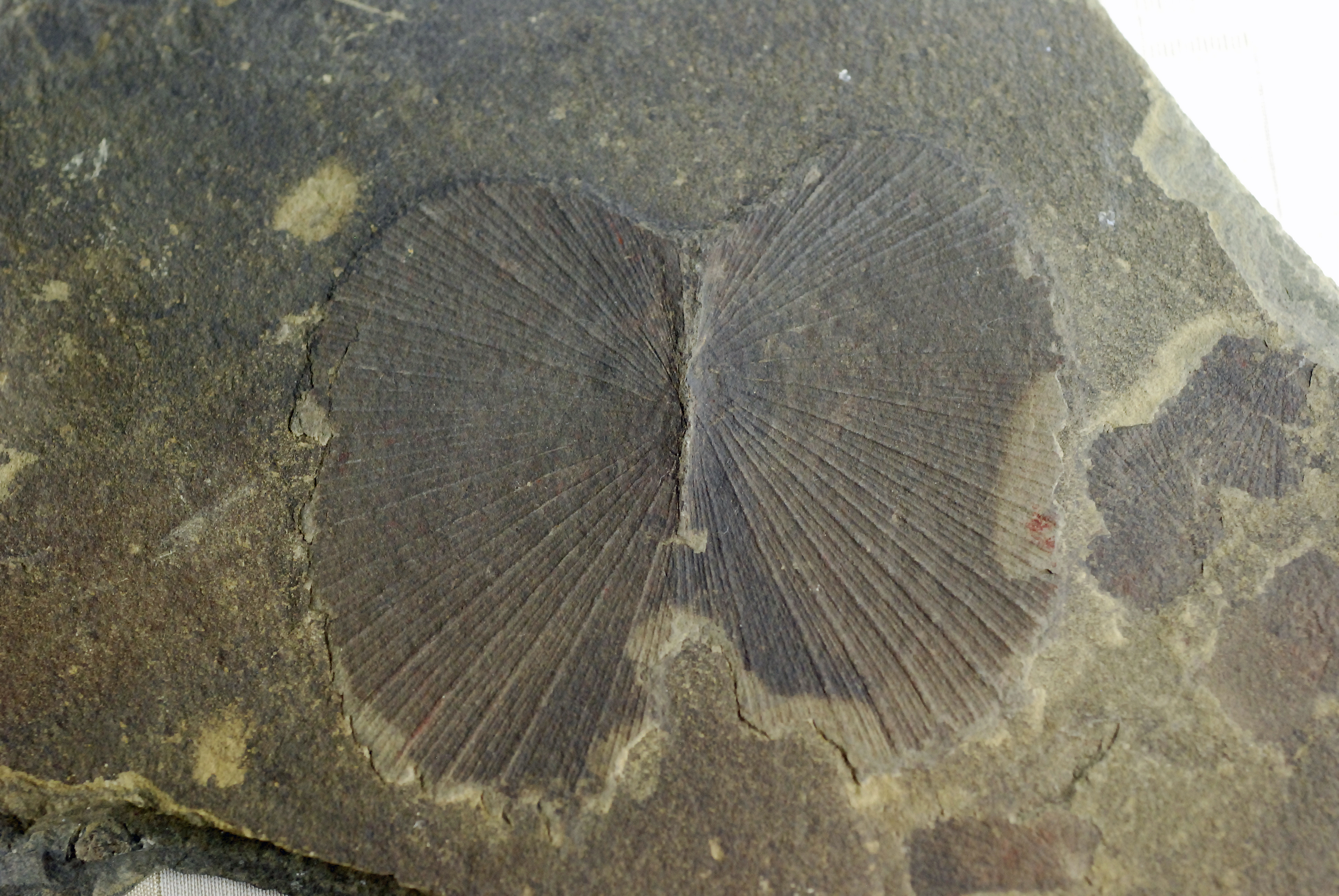
Daonella lommeli aus der Wengen-Formation im Museum Gherdëina

Die Wengen-Formation (italienisch Formazione di Wengen) ist eine lithostratigraphische Formation der Mittleren Trias in den Südalpen. Benannt ist sie nach Wengen in Südtirol.

## Geschichte
Der Begriff Wengener Schichten wurde zum ersten Mal 1841 von H.L. Wissmann gebraucht, um ein terrigen-karbonatisches Intervall mit dunkelgrauer bis schwarzer Farbe zu beschreiben. Genauer beschrieben wurde es 1879 von Johann August Edmund Mojsisovics von Mojsvár.

## Definition und Verbreitungsgebiet
Unterlagert wird die Wengen-Formation von ladinischen Vulkaniten sowie von Marmolada-Konglomerat. Das Marmolada-Konglomerat, das bis zu 1.000 Meter Mächtigkeit erreichen kann, bildete sich vor allem in der Nachbarschaft der Zentren vulkanischer Förderung. Dieses Konglomerat wird uneinheitlich entweder der Wengen-Formation zugerechnet, wie in der Beschreibung der Commissione Italiana di Stratigrafia, oder als eigene Formation ausgewiesen, wie etwa in der Geologischen Karte der Westlichen Dolomiten 1:25.000. Seitlich verzahnt ist die Wengen-Formation mit der Rosszähne-Formation und Marmolada-Konglomeraten. Im Hangenden ist die Wengen-Formation mit der Sankt-Cassian-Formation verzahnt. Die Formation ist bis zu 400 Meter mächtig.
Das Verbreitungsgebiet der Wengen-Formation erstreckt sich in den Südalpen von der Lombardei bis nach Kärnten.

## Beschreibung
Die Formation besteht aus einer Wechsellagerung von vulkanoklastischen Sandsteinen, Tonen und Mergeln. Wiederholt gibt es Einschaltungen mit Bänken, die aus Riffdetritus bestehen. Außerdem sind wie auch in der Sankt Cassian-Formation Cipit-Blöcke und Brekzien zu finden.

## Fossilführung
In den Tonen und Mergeln finden sich Pflanzenreste und die Muschel Daonella lommeli.